# Lino Gelpi
Lino Gelpi (1912) è stato un politico italiano.

## Biografia
Conseguì la laurea in giurisprudenza ed esercitò la professione di avvocato a Como. Vicino agli ambienti di Azione Cattolica, fu sindaco di Como con la Democrazia Cristiana per più mandati dal 1956 al 1970.
Gli è stata intitolata la passeggiata lungolago della città, che lui stesso aveva fatto realizzare nel 1959.